# Burn it to the Ground
Burn it to the Ground – piąty singel kanadyjskiego zespołu rockowego Nickelback, pochodzący, a zarazem promujący płytę „Dark Horse” wydaną w 2008 roku. Singel został wydany jedynie na terenie Stanów Zjednoczonych w formie singla promocyjnego. Utwór został zamieszczony na drugiej pozycji na krążku, trwa 3 minuty i 31 sekund. Autorem tekstu do utworu jest wokalista grupy Chad Kroeger, muzykę skomponował wspólnie cały zespół. Premiera singla nastąpiła w poniedziałek 25 maja 2009 roku. Utwór ze względu na swoje ciężkie i melodyjne brzmienie, był już dużo wcześniej promowany w amerykańskich stacjach radiowych, wraz z utworami „Shakin’ Hands” oraz „Never Gonna Be Alone”.

## Znaczenie tekstu
Tekst do utworu napisał Chad Kroeger, który przed wykonaniem utworu podczas trasy „Dark Horse Tour” zwykł ją przedstawiać jako „ta piosenka jest tematem przewodnim mojego życia”. Tekst piosenki opowiada o nadmiernym spożywaniu alkoholu.
Utwór utrzymany jest w stylu rocka stadionowego (czego zasługą jest charakterystyczne chóralne wołanie w refrenie słowa „hey”), podobnym do dokonań grupy Def Leppard, co jest zasługą producenta Roberta Langa, który współpracował z tym zespołem podczas nagrywania swych albumów. „Burn it to the Ground” jest jednym z najbardziej dynamicznych i ciężkich utworów zawartych na albumie. Swym mocnym hardrockowym brzmieniem przypomina nieco brzmienie utworów z albumu „Silver Side Up” z roku 2001. Utwór posiada także melodyjną solówkę gitarową.
Utwór regularnie prezentowany jest na koncertach. Przy wykonywaniu utworu, grupa wykorzystuje na scenie efekty pirotechniczne. Utwór został wykonany na żywo podczas gali „MuchMusic Video Awards”, która odbyła się 21 czerwca w Toronto. Zespół zdobył wówczas 3 statuetki za teledysk do utworu „Gotta Be Somebody”.
Utwór w roku 2010 otrzymał nominację do nagrody Grammy, w kategorii „Best Hard Rock Performance”. Utwór znalazł się wśród takich wykonawców jak AC/DC czy Metallica. Była to zarazem szósta nominacja zespołu do nagrody Grammy.

## Utwór w mediach
Utwór został wykorzystany na ścieżce dźwiękowej do filmu „Transformers: Zemsta upadłych”. Fragment utworu można usłyszeć podczas sceny dziejącej się na imprezie. Instrumentalna wersja piosenki jest zagrana podczas sceny kiedy trwa przedstawianie składu drużyny Kansas City Royals na meczach domowych. Z utworu korzysta również drużyna Colorado Rockies, kiedy gracze wychodzą na boisko. Piosenka znalazła się również na soundtracku do gry komputerowej „NHL 10”. Utwór został także wykorzystany podczas WWE Raw, 16 listopada 2009 roku. Piosenka została także użyta podczas walki Bena Rothwella z Cainem Velasquezem podczas UFC fight. Utwór został również wykorzystany podczas meczów NFL między drużynami Cincinnati Bengals a Dallas Cowboys, oraz meczów NHL, między New York Islanders i Los Angeles Kings. Utwór często jest grany również podczas meczów w hali Madison Square Garden, kiedy to drużyna New York Rangers wychodzi na lodowisko po drugiej przerwie. Piosenka pojawiła się także w 2010 roku w filmie „Date Night”, oraz jest często wykorzystywana w Top Gear. Zespół wykonał ten utwór na żywo, podczas ceremonii zamknięcia Zimowych Igrzysk Olimpijskich w Vancouver.

## Pozycje na listach
Utwór „Burn it to the Ground” dotarł do 3 pozycji na amerykańskiej liście Mainstream Rock Tracks, zajął także wysokie, 7. miejsce na liście Billboard Rock Songs. Dotarł także na 7 pozycję na liście Bubbling Under Hot 100 Singles. „Burn it to the Ground” jest także pierwszym singlem zespołu, od czasów „How You Remind Me”, który znalazł się na fińskiej liście przebojów Finnish Singles Chart, gdzie zajął wysoką 7 pozycję. W ojczystej Kanadzie, utwór zajął dopiero 38 lokatę.

## Teledysk
Do utworu został nakręcony również teledysk. Został on zarejestrowany podczas występu grupy w hali O2 arena w Londynie 28 maja 2009 roku, podczas trwania trasy „Dark Horse Tour”. Teledysk został przedstawiony w formie koncertowej. Grupa już wcześniej nakręciła teledysk w podobnej scenerii, było to podczas kręcenia clipu do utworu „See You at the Show” w roku 2004. Reżyserem teledysku jest Nigel Dick. Premiera teledysku odbyła się 10 lipca 2009 roku.

## Lista utworów na singlu
| Nr. |  | Tytuł                   | Tekst        | Muzyka     | Długość |
| --- |  | ----------------------- | ------------ | ---------- | ------- |
| 1.  |  | „Burn it to the Ground” | Chad Kroeger | Nickelback | 3:31    |
|     |  |                         |              |            |         |

## Twórcy
Nickelback
- Chad Kroeger – śpiew, gitara rytmiczna, produkcja
- Ryan Peake – gitara prowadząca, wokal wspierający
- Mike Kroeger – gitara basowa
- Daniel Adair – perkusja, chórki

Produkcja
- Nagrywany: marzec – sierpień 2008 roku w „Mountain View Studios” (Abbotsford) Vancouver, Kolumbia Brytyjska
- Produkcja: Robert Lange
- Miks: Randy Staub w „The Warehouse Studio” w Vancouver
- Inżynier dźwięku: Robert Lange oraz Joe Moi
- Asystent inżyniera dźwięku: Zach Blackstone
- Mastering: Ted Jensen w „Sterling Sound”
- Operator w studiu: Bradley Kind
- Obróbka cyfrowa: Olle Romo oraz Scott Cooke
- Zdjęcia: Chapman Baehler
- Projekt i wykonanie okładki: Jeff Chenault & Eleven 07
- A&R: Ron Burman
- Tekst utworu: Chad Kroeger
- Aranżacja: Chad Kroeger, Ryan Peake, Mike Kroeger, Daniel Adair

## Notowania
| Lista (2009)                                  | Najwyższa pozycja |
| --------------------------------------------- | ----------------- |
| U.S. Billboard Bubbling Under Hot 100 Singles | 8                 |
| U.S. Billboard Hot Mainstream Rock Tracks     | 3                 |
| U.S. Billboard Alternative Songs              | 32                |
| U.S. Billboard Rock Songs                     | 7                 |
| Canadian Hot 100                              | 38                |
| Rockowa Setka 2009 radia Eska Rock            | 20                |
| Finnish Singles Chart                         | 7                 |